# 保寧聖住寺址郎慧和尚塔碑
36°20′40″N 126°39′17″E / 36.344553°N 126.654691°E
保寧聖住寺址郎慧和尚塔碑（韓語：보령 성주사지 낭혜화상탑비）為一座統一新羅時期（西元668－935年）的石碑，約建於新羅真聖女王四年〈西元890年〉，位於韓國忠清南道保寧市，距今有超過一千一百年的歷史，碑文內容為記載郎慧和尚一生的事蹟。保寧聖住寺址郎慧和尚塔碑在1962年12月被列為韓國國寶第8號。

## 簡介
保寧聖住寺址郎慧和尚塔碑位於保寧市聖住面，約建於新羅真聖女王四年〈西元890年〉，高4.55公尺，碑文以楷書書寫，共5,120字。碑文內容為記載郎慧和尚一生的事蹟。
根據碑文內容記載，郎慧和尚是新羅武烈王的八世孫，生於哀莊王二年（西元801年），號無染（무염）。13歲的時候出家，憲德王13年（西元821年）赴唐朝留學，文聖王七年（西元845年）歸國，任烏合寺（오합사）住持。郎慧和尚在此弘揚佛法，使得烏合寺日益興盛，獲王賜「聖住寺」（성주사）寺名。和尚於真聖女王二年（西元888年）在寺內圓寂，享壽89歲，王封諡為「郎慧」，並賜建名為「白月葆光」的舍利塔。
碑文內容除了記載郎慧和尚的一生，還可作為瞭解新羅骨品制度的研究材料。碑文中記載，郎慧和尚的先祖的骨品為「真骨」，但至郎慧和尚的父親則降為「六頭品」。
此碑由崔致遠（최치원，857－？）撰文，崔彥撝（최인곤，868－944）書寫。碑文記載「白月葆光舍利塔」於郎慧和尚圓寂後兩年（真聖女王四年，西元890年）興建，雖未記載立碑日期，但評估應為同時期所興建。
現今保寧聖住寺、白月葆光舍利塔均已不見遺跡，僅存郎慧和尚塔碑。保寧聖住寺址郎慧和尚塔碑在1962年12月10日被列為韓國國寶第8號。